# ميسشاك إيليا
ميسشاك إيليا (بالفرنسية: Meschak Elia؛ ولد في 6 أغسطس 1997: كينشاسا، جمهورية الكونغو الديمقراطية) وهو لاعب كرة قدم كونغولي يلعب لصالح نادي يانغ بويز في دوري السوبر السويسري ومنتخب جمهورية الكونغو الديمقراطية وفاز معه بلقب بطولة أمم أفريقيا للمحليين 2016.

## الأهداف الدولية
أهداف منتخب جمهورية الكونغو الديمقراطية تأتي أولا.
| الرقم | التاريخ       | الملعب                                             | الخصم   | الهدف | النتيجة | المسابقة                        |
| ----- | ------------- | -------------------------------------------------- | ------- | ----- | ------- | ------------------------------- |
| 1.    | 17 يناير 2016 | ملعب هيو، بوتاري، رواندا                           | إثيوبيا | 3–0   | 3–0     | بطولة أمم أفريقيا للمحليين 2016 |
| 2.    | 21 يناير 2016 | ملعب هيو، بوتاري، رواندا                           | أنغولا  | 2–0   | 3–0     | بطولة أمم أفريقيا للمحليين 2016 |
| 3.    | 7 فيراير 2016 | ملعب أماهورو، كاغالي، رواندا                       | مالي    | 1–0   | 3–0     | بطولة أمم أفريقيا للمحليين 2016 |
| 4.    | 7 فيراير 2016 | ملعب أماهورو، كاغالي، رواندا                       | مالي    | 2–0   | 3–0     | بطولة أمم أفريقيا للمحليين 2016 |
| 5.    | 26 مارس 2016  | ملعب الشهداء، كينشاسا، جمهورية الكونغو الديمقراطية | أنغولا  | 2–0   | 2–1     | تصفيات كأس الأمم الأفريقية 2017 |
| 6.    | 9 سبتمبر 2018 | مجمع صامويل كانيون دو الرياضي، مونروفيا،ليبيريا    | ليبيريا | 1–1   | 1–1     | تصفيات كأس الأمم الأفريقية 2019 |

## الألقاب

### الأندية
تي بي مازيمبي
- كأس الكونفيدرالية الأفريقية: 2016، 2017
- كأس السوبر الأفريقي: 2016
- الدوري الوطني الكونغولي: 2015–16

### الدولية
- بطولة أمم أفريقيا للمحليين: 2016[3]

## روابط خارجية
- ميسشاك إيليا على موقع الاتحاد الأوربي (الإنجليزية)
- ميسشاك إيليا على موقع قاعدة بيانات كرة القدم.إي يو (الإنجليزية)
- ميسشاك إيليا على موقع ناشيونال فوتبول تيمز (الإنجليزية)
- ميسشاك إيليا على موقع Soccerway.com (الإنجليزية)
- ميسشاك إيليا على موقع عالم كرة القدم.نت (الإنجليزية)